# Shinkansen sèrie 200
La sèrie 200 (200系) va ser un tipus de tren d'alta velocitat Shinkansen introduït pels Ferrocarrils Nacionals Japonesos (JNR) per a les línies de ferrocarril d'alta velocitat Tohoku Shinkansen i Joetsu Shinkansen al Japó, i operat per East Japan Railway Company (JR East) fins a 2013. De fet, van ser anteriors als trens de la sèrie 100, que s'havien construït entre 1980 i 1986. Va ser un dels dos guanyadors del 23è Premi Laurel presentat pel Japan Railfan Club, el primer tipus Shinkansen a rebre aquest guardó. Els últims conjunts restants es van retirar del servei regular el març de 2013 i es van retirar completament del servei l'abril de 2013.

## Disseny

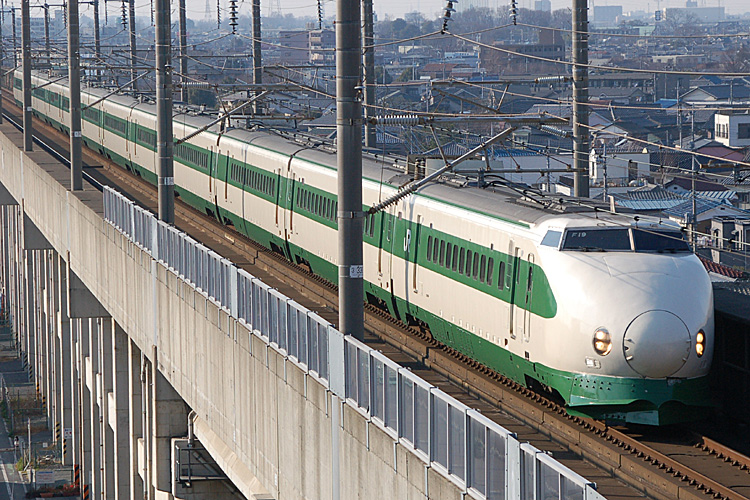
Model F19 de 12 cotxes el març de 2006

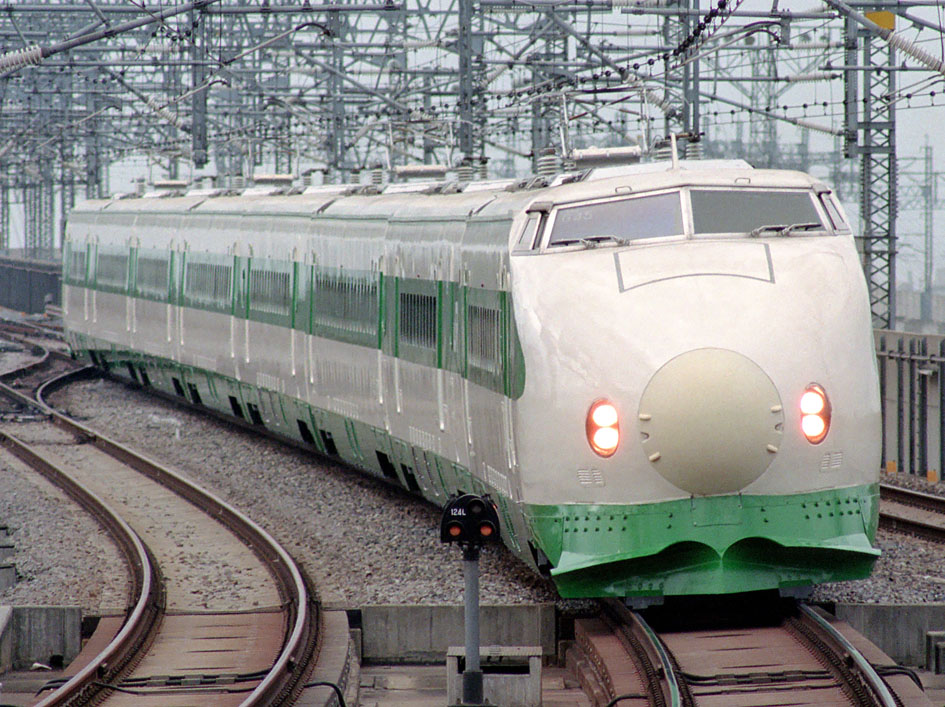
Model G45 de 8 cotxes el 1990

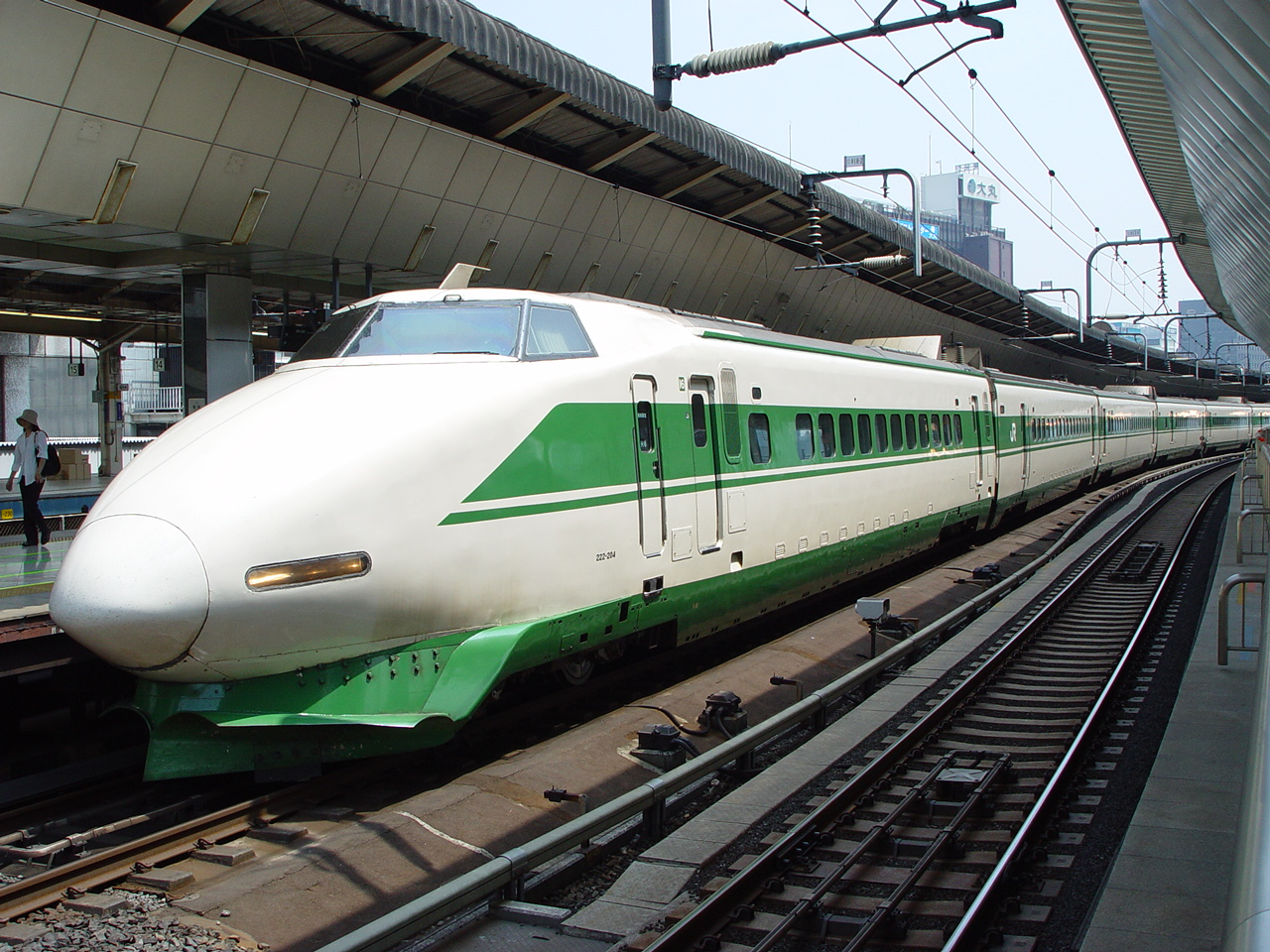
Model H6 de 16 cotxes el juny de 2002

Els trens shinkansen de la sèrie 200 s'assemblaven als trens de la sèrie 0 anteriors en estil (algunes unitats posteriors tenien el "nas de tauró" punxegut de la sèrie 100), però eren més lleugers i potents, ja que aquestes dues línies són rutes de muntanya i tenen desnivells més pronunciats. Aquestes línies també són propenses a la nevada i els trens tenien petites llevaneus instal·lades, així com la protecció dels equips contra la neu.
Originalment es van pintar en ivori amb una banda de finestra verda i una banda lateral inferior de la carrosseria, però una sèrie de conjunts es van renovar i es van pintar en un esquema blanc superior/blau fosc-inferior amb noves finestres envoltants de la cabina des de 1999.
Les primeres unitats eren podien arribar als 210 km/h, les posteriors als 240 km/h, i quatre van ser capaces d'arribar als 275 km/h. Algunes unitats també es van modificar amb acobladors retràctils al morro per acoblar-los amb conjunts als Yamagata Shinkansen Tsubasa i Akita Shinkansen Komachi Mini-shinkansen. A més, alguns dels trens shinkansen de la sèrie 200 posteriors estaven equipats amb cotxes de dos pisos, que tenien compartiments semioberts de classe estàndard a la coberta inferior i seients de classe verda (primera classe) a la coberta superior. Aquests també han estat retirats del servei.
La retirada de les unitats anteriors va començar el 1997 i l'últim conjunt sense reformar que quedava es va retirar el maig de 2007.

## Serveis de trens per a esdeveniments especials
25è aniversari de Tohoku Shinkansen
El 23 de juny de 2007, el K47 de 10 cotxes es va utilitzar per a un servei especial de Yamabiko 931 des d'Omiya a Morioka per commemorar el 25è aniversari de l'obertura del Tohoku Shinkansen.[9] El conjunt K47 es va tornar a pintar especialment amb la seva lliurea original d'ivori i verd per a aquest esdeveniment. Set K47 was specially repainted back into its original ivory and green livery for this event.
30è aniversari de Tohoku Shinkansen
El 23 de juny de 2012, el conjunt de 10 cotxes K47 es va utilitzar per a un servei especial de Yamabiko 235 des d'Omiya a Morioka per commemorar el 30è aniversari de l'obertura del Tohoku Shinkansen.
30è aniversari de Joetsu Shinkansen
El 17 de novembre de 2012, el conjunt de 10 cotxes K47 es va utilitzar per a un servei especial del 30è aniversari de Joetsu Shinkansen (上越新幹線開業30周年号」, Jōetsu Shinkansen Kaigyō 30-shūnen-shunen-gō) fins al servei de Tokimi395, com a Niōmi395.
Sayonara sèrie 200 Yamabiko
El 30 de març de 2013, el conjunt de 10 cotxes K47 es va utilitzar per a un tren especial de la sèrie Sayonara 200 Yamabiko (さよなら２００系やまびこ号) que va operar des de Morioka a Tòquio, després de la retirada dels 12 serveis regulars de la sèrie 200 de març.
Sèrie Arigato 200
El 13 d'abril de 2013, un servei especial de la sèrie Arigato 200 (ありがとう２００系号) va funcionar de Sendai a Ueno a Tòquio.
Sèrie Sayonara 200
El 14 d'abril de 2013, el conjunt de 10 cotxes K47 es va utilitzar per als dos serveis finals de la sèrie Sayonara 200 (さよなら２００系号) de Niigata a Tòquio i d'Omiya a Niigata, marcant l'última operació pública dels trens de la sèrie 200.